# Instituto para la Ética en la Comunicación y las Organizaciones
El Instituto para la Ética en la Comunicación y las Organizaciones (IECO) es una institución que nació en el año 2009 por iniciativa de la Fundación Coso y está afiliada a la Universidad de Valencia (UV). Tiene como misión formar investigadores, promover el pensamiento crítico y desarrollar conocimiento en el ámbito de la ética y la dirección humanista en la comunicación y las organizaciones.

## Historia
El IECO (Instituto para la Ética en la Comunicación y las Organizaciones) nace por iniciativa de la Fundación Coso (Fundación de la Comunitat Valenciana para el Desarrollo de la Comunicación y la Sociedad), inscrita en el Registro de Fundaciones de la Comunidad Valenciana con el número 268 (V), y clasificada como cultural, y está afiliado a la Universidad de Valencia.
COSO nace por iniciativa de un grupo de periodistas valencianos en marzo de 1994, con la idea de mejorar la sociedad en el ámbito comunicativo, mediante la formación a profesionales del mundo de la comunicación y la investigación. Inicialmente se denominó ‘Seminario Profesional Comunicación y Sociedad (COSO)’ y más tarde, en 1997, adoptó el nombre de Fundación Coso.
En 2009, con el objetivo de dirigir la reflexión y la divulgación al campo de la ética en las organizaciones, comenzó un proyecto en el que intervinieron: Jesús Acerete, por aquél entonces director de programas de COSO; Manuel Guillén Parra, profesor en la Universidad de Valencia (UV), e Ignacio Gil y Alexis Bañón, profesores de la Universidad Politécnica de Valencia (UPV).
En la actualidad, el IECO además de promover proyectos de investigación en el ámbito de la ética empresarial, es una institución de carácter internacional e interdisciplinar que colabora con entidades -desde el ámbito académico y aplicado a empresas- para fomentar el liderazgo humanista en las organizaciones, a través de publicaciones científicas, recursos multimedia, sesiones de formación y servicios de asesoramiento.

## Grupo de estudio en RCC Harvard
El IECO ha constituido un Grupo de estudio en el Real Colegio Complutense adscrito a la Universidad de Harvard para impulsar el diálogo entre las ciencias sociales y la filosofía. Busca además revitalizar el pensamiento ético en la sociedad y promover el desarrollo de organizaciones éticamente sanas, tomando como base una visión integral de la persona y abierta a la trascendencia. Los tres pilares en los que asienta su visión de la dirección de empresas humanista (Humanistic Management) son: subrayar la dignidad humana (Human Dignity); el desarrollo humano integral en las organizaciones (Human Flourishing); y el trabajo humano bien hecho, para contribuir así al bien común, con competencia, integridad y espíritu de servicio.
Mediante la investigación y las herramientas desarrolladas en estos trabajos, el IECO brinda a las organizaciones la oportunidad de convertirse en lugares más conscientes con el humanismo.
Los miembros del Grupo de estudio son investigadores colaboradores del Instituto IECO. 
Entre las actividades organizadas por el Grupo de Investigación IECO-RCC Harvard se encuentran los Coloquios Internacionales IECO-RCC Harvard, los Workshops Internationales en Humanistic management, principales herramienta para diseminar las ideas desarrolladas en el grupo de investigación y lograr su puesta en práctica en el día a día de las organizaciones.

## Cátedra Internacional de Ética Empresarial IECO-UV
Se crea con el objetivo de desarrollar los programas de formación del IECO. Para ello, establece vías de colaboración entre la Universitat de València (UV) y empresas de distintos sectores y tamaños, comprometidas con el liderazgo humanista. Promueve actividades de investigación, formativas, culturales, y de extensión universitaria, a nivel nacional e internacional.
La Cátedra cuenta a Manuel Guillén como Director y a Rita Jácome, como directora ejecutiva. Está patrocinada por tres empresas valencianas: RNB, Royo Group y Guzmán Minerals.

## Equipo directivo
- Director general: Manuel Guillén Parra, PhD.
- Directora Ejecutiva: Rita Jácome López, PhD.

### Consejo Asesor
- Donna Hicks, Weatherhead Center for International Affairs, Harvard University (Massachusetts)
- Michael Hoffman, Hoffman Center for Business Ethics, Bentley University (Massachusetts)
- William English, McDonough School of Business, Georgetown University (Washington)
- William Bowman, Busch School of Business and Economics, Catholic University of America (Washington)
- Ignacio Bel Mallén, Profesor Titular de Derecho de la Información, Universidad Complutense (Madrid)
- Ignacio Gil Pechuán, Representante Institucional de la UPV en el IECO, Universitat Politècnica de València (UPV)
- Rafael Juan, Consejero Delegado, Grupo Dulcesol

## Alianzas
Con el fin de proporcionar a sus miembros medios adecuados para su formación investigadora, el IECO mantiene acuerdos con las siguientes entidades:
- Abigail Adams Institute.[8]
- European Business Ethics Network (EBEN).[9]
- Fundación Tatiana Pérez de Guzmán el Bueno.[10]
- International Humanistic Management Association (IHMA).[11]
- Real Colegio Complutense de Harvard.[12]
- Universidad Católica de Valencia San Vicente Mártir (UCV).[13]
- Universidad de Navarra.[14]
- Universidad de Valencia (UV).[8]
- Universidad Politécnica de Valéncia (UPV).[15]
- W. Michael Hoffman Center for Business Ethics - Universidad de Bentley.[16]